# Omissione (diritto)
L'omissione, in diritto penale, indica il mancato svolgimento di un determinato compito o il mancato adempimento di un obbligo giuridico.

## Caratteristiche ed elementi costitutivi
Consiste tipicamente nella mancata esecuzione di un'azione prescritta o nel mancato impedimento di un evento che si aveva l'obbligo giuridico di impedire.

## Tipologia
I reati omissivi si dividono in:
- Reato omissivo proprio, che si configura al mancato compimento di un'azione imposta dalla norma penale, configurandosi come una disobbedienza. Tale tipo di reato è tipizzato espressamente dal legislatore.
- Reato omissivo improprio, anche detto reato commissivo mediante omissione, consistente nel non impedire un evento che si ha l'obbligo giuridico di evitare.

Gli elementi costitutivi del reato omissivo improprio sono:
- situazione tipica (insieme dei presupposti che fanno nascere l'obbligo di attivarsi)
- condotta omissiva
- possibilità materiale per il soggetto di attivarsi ed impedire l'evento

Tale ultima fattispecie criminosa non è oggetto di tipizzazione da parte del legislatore e nasce dal combinato disposto tra l'art. 40 cpv (la cosiddetta clausola di equivalenza, in quanto assimila il mancato impedimento di un reato alla commissione del reato) e le norme che si riferiscono ad un reato commissivo.

## Presupposti
Il nesso di causalità richiesto per integrare un reato omissivo improprio prevede che il soggetto abbia l'obbligo giuridico di attivarsi. 
L'obbligo giuridico può trovare la sua fonte secondo la teoria del trifoglio: nella legge, nel contratto e nella precedente azione pericolosa.
Il soggetto deve quindi rivestire una "posizione di garanzia" nei confronti del bene protetto, che consiste in un vincolo di tutela tra soggetto garante e un bene giuridico determinato dall'incapacità del titolare di proteggerlo. Gli obblighi giuridici hanno quindi un carattere eccezionale perché incombono solo su alcuni soggetti e non su tutti, tranne alcuni casi eccezionali, come l'omissione di soccorso.